# Pic Nord de Travessani
El Pic Nord de Travessani és una muntanya que es troba en el límit dels termes municipals de la Vall de Boí (Alta Ribagorça) i Naut Aran (Vall d'Aran), dins del Parc Nacional d'Aigüestortes i Estany de Sant Maurici.
«Travessani deriva del basc "ata-be-atz-andi", la gran penya sota el port (referint-se al port de Colomers), o bé de "arte-baso-andi", entre grans precipicis».
El pic, de 2.736,4 metres, s'alça en el punt d'intersecció de les carenes que delimiten la Capçalera de Caldes (NO), la Vall de Colieto (S) i el Circ de Colomèrs (NE). Està situat a l'est del Pic de Travessani, al sud del Coll de Travessani i a l'oest-nord-oest del Tuc de Lhuçà.

## Rutes
Dues són les opcions més habituals:
- Anar a buscar el Coll de Travessani (podeu consultar les rutes referenciades al seu article).
- Sortir des del Refugi Joan Ventosa i Calvell direcció est i vorejar, per llevant, les Agulles de Travessani buscant la collada que, al nord, es troba entre el Pic de Travessani i el Pic Nord de Travessani.